# 什当巴拜
什当巴拜（？—1812年），蒙古族，伊克昭盟鄂尔多斯左翼中旗人，鄂尔多斯左翼中旗札萨克多罗郡王。

## 生平
1786年，什当巴拜继袭鄂尔多斯左翼中旗札萨克多罗郡王。1798年，什当巴拜任鄂尔多斯济农。1812年，什当巴拜逝世。